# Michael Shelley

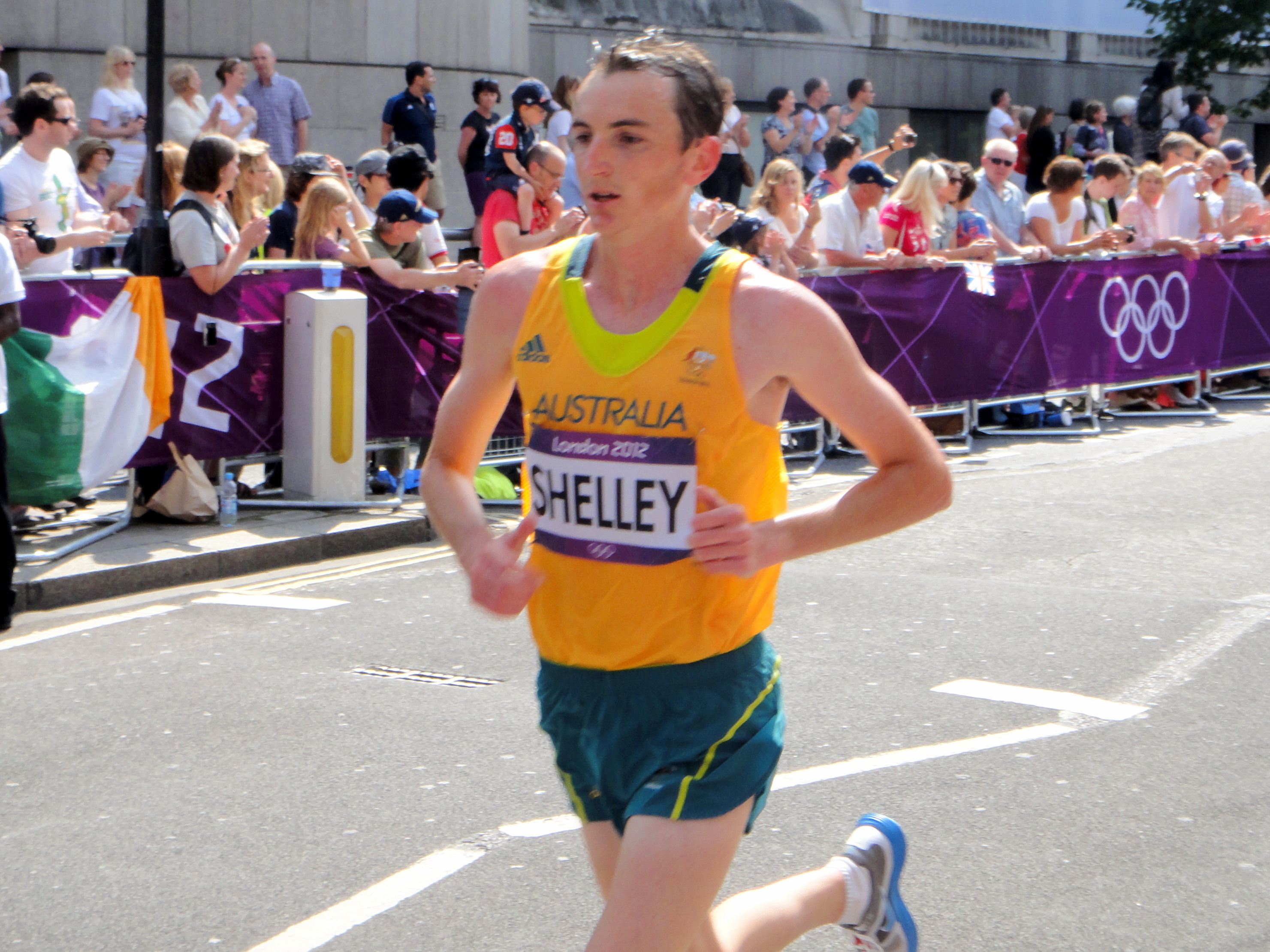
Michael Shelley bei den Olympischen Spielen 2012

Michael Shelley (* 10. Oktober 1983 in Southport, Queensland) ist ein australischer Langstreckenläufer, der sich auf den Marathon spezialisiert hat.

## Leben
Bei den Crosslauf-Weltmeisterschaften belegte Shelley 2004 in Brüssel auf der Kurzstrecke den 103. Platz. 2007 in Mombasa kam er auf dem 65. Platz.
2008 folgte einem 50. Platz bei den Crosslauf-WM in Edinburgh ein Sieg beim Halbmarathonbewerb des Gold-Coast-Marathons und Rang 16 bei den Halbmarathon-Weltmeisterschaften in Rio de Janeiro. Im Jahr darauf kam er bei den Crosslauf-WM in Amman auf den 36. Platz und wurde Zweiter beim Halbmarathon in Gold Coast.
2010 wurde er Zwölfter beim Rotterdam-Marathon und gewann Silber beim Marathon der Commonwealth Games in Neu-Delhi. 2011 wurde er Zehnter beim London-Marathon und Elfter beim Amsterdam-Marathon. Im darauffolgenden Jahr wurde er Zehnter beim New-York-City-Halbmarathon und lief beim Marathon der Olympischen Spiele in London auf dem 16. Platz ein.
2013 wurde er Sechster beim Beppu-Ōita-Marathon und Zwölfter beim Chicago-Marathon. 2014 wurde er Zehnter beim Lissabon-Halbmarathon, siegte beim Marathon der Commonwealth Games in Glasgow und kam beim Great Scottish Run auf den fünften Platz.
2015 wurde er Zwölfter beim London-Marathon.
2012 wurde er Australischer Meister im 10-km-Straßenlauf.

## Persönliche Bestzeiten
- 1500 m: 3:39,90 min, 27. Februar 2004, Sydney
- 5000 m: 13:38,30 min, 30. Januar 2009, Hobart
- 10.000 m: 27:59,77 min, 24. April 2009,	Berkeley
- Halbmarathon: 1:01:27 h, 18. März 2012, New York City
- Marathon: 2:11:15 h, 27. Juli 2014, Glasgow